# Natació als Jocs Olímpics d'Estiu de 1932 - 100 metres lliures masculins
Els 100 metres lliures masculins va ser una de les onze proves de natació que es disputaren als Jocs Olímpics d'Estiu de Los Angeles de 1932. La competició es disputà entre el 8 i el 10 d'agost de 1932. Hi van prendre part 22 nedadors procedents de 10 països.

## Medallistes
| Or                    | Plata                  | Bronze                |
| Yasuji Miyazaki (JPN) | Tatsugo Kawaishi (JPN) | Albert Schwartz (USA) |

## Rècords
Aquests eren els rècords del món i olímpic que hi havia abans de la celebració dels Jocs Olímpics de 1932.
| Rècord del Món | 57.4" | Johnny Weissmuller | Miami (USA)     | 17 de febrer de 1924 |
| Rècord Olímpic | 58.6" | Johnny Weissmuller | Amsterdam (NED) | 11 d'agost de 1928   |

En la primera semifinal Yasuji Miyazaki va establir un nou rècord olímpic amb un temps de 58.0 segons.

## Resultats

### Sèries
Es van disputar el dissabte 6 d'agost de 1932. Els dos millors nedadors de cada sèrie i el millor tercer passaven a les semifinals.

#### Sèrie 1
| Posició | Nedador               | Temps  | Qual. |
| ------- | --------------------- | ------ | ----- |
| 1       | Manuella Kalili (USA) | 59.6   | Q     |
| 2       | István Bárány (HUN)   | 1:00.4 | Q     |
| 3       | Munroe Bourne (CAN)   | 1:01.1 |       |
| 4       | Reginald Sutton (GBR) | 1:02.9 |       |
| 5       | Leopoldo Tahier (ARG) | 1:05.3 |       |
| 6       | Manoel Villar (BRA)   | 1:08.4 |       |

#### Sèrie 2
| Posició | Nedador                       | Temps  | Qual. |
| ------- | ----------------------------- | ------ | ----- |
| 1       | Walter Spence (CAN)           | 59.3   | Q     |
| 2       | Albert Schwartz (USA)         | 59.6   | Q     |
| 3       | Tatsugo Kawaish (JAP)         | 59.8   | q     |
| 4       | András Wanié (HUN)            | 1:02.8 |       |
| 5       | Mostyn Ffrench-Williams (GBR) | 1:05.9 |       |

#### Sèrie 3
| Posició | Nedador                 | Temps  | Qual. |
| ------- | ----------------------- | ------ | ----- |
| 1       | Zenjiro Takahashi (JAP) | 59.5   | Q     |
| 2       | Raymond Thompson (USA)  | 1:02.0 | Q     |
| 3       | Alfredo Rocca (ARG)     | 1:04.2 |       |
| 4       | Joseph Whiteside (GBR)  | 1:04.7 |       |
| 5       | Eskil Lundahl (SWE)     | 1:06.2 |       |
| 6       | João Pereira (BRA)      | 1:08.2 |       |

#### Sèrie 4
| Posició | Nedador               | Temps  | Qual. |
| ------- | --------------------- | ------ | ----- |
| 1       | Yasuji Miyazaki (JAP) | 58.7   | Q     |
| 2       | András Székely (HUN)  | 1:01.5 | Q     |
| 3       | Abdurahman Ali (PHI)  | 1:02.2 |       |
| 4       | Noel Ryan (AUS)       | 1:02.9 |       |
| 5       | Robert Halloran (CAN) | 1:06.9 |       |

### Semifinals
Es van disputar el dissabte 6 d'agost de 1932. Els tres millors nedadors de cada sèrie passaven a la final.

#### Semifinal 1
| Posició | Nedador                | Temps  | Qual. |
| ------- | ---------------------- | ------ | ----- |
| 1       | Yasuji Miyazaki (JAP)  | 58.0   | Q, OR |
| 2       | Raymond Thompson (USA) | 59.3   | Q     |
| 3       | Manuella Kalili (USA)  | 59.3   | Q     |
| 4       | István Bárány (HUN)    | 59.4   |       |
| 5       | András Székely (HUN)   | 1:01.4 |       |

#### Semifinal 2
| Posició | Nedador                 | Temps | Qual. |
| ------- | ----------------------- | ----- | ----- |
| 1       | Tatsugo Kawaishi (JAP)  | 59.0  | Q     |
| 2       | Albert Schwartz (USA)   | 59.2  | Q     |
| 3       | Zenjiro Takahashi (JAP) | 59.5  | Q     |
| 4       | Walter Spence (CAN)     | 59.6  |       |

### Final
Es va disputar el diumenge 7 d'agost de 1932.
| Posició | Nedador                 | Temps |
| ------- | ----------------------- | ----- |
| 1       | Yasuji Miyazaki (JAP)   | 58.2  |
| 2       | Tatsugo Kawaishi (JAP)  | 58.6  |
| 3       | Albert Schwartz (USA)   | 58.8  |
| 4       | Manuella Kalili (USA)   | 59.2  |
| 5       | Zenjiro Takahashi (JAP) | 59.2  |
| 6       | Raymond Thompson (USA)  | 59.5  |